# Wajelech
Wajelech (Biblisches Hebräisch וַיֵּלֶךְ ‚Und er ging‘) ist ein Leseabschnitt (Parascha oder Sidra) der Tora und umfasst den Text Deuteronomium/Dewarim 31 . Der Abschnitt ist benannt nach dem Anfangswort im Vers 1  (): „Und er [Moses] ging und redete zu ganz Israel“.
Es ist die Sidra des 1. Schabbats im Monat Tischri (oder – wenn mit Nizawim verbunden – des 4. Schabbats im Monat Elul).

## Wesentlicher Inhalt
- Moses erklärt, er dürfe nicht über den Jordan ziehen, Josua werde Anführer an seiner Stelle sein.
- Moses schreibt die Tora nieder und übergibt sie den Priestern.
- Befehl, die Tora in jedem 7. Jahr, dem Schmittajahr, zu Sukkot dem versammelten Volk vorzulesen
- Gott verkündet Mose dessen herannahenden Tod und offenbart ihm, dass das Volk nach dessen Tod den Bund brechen und Leiden erdulden werde.
- Offenbarung des Moseliedes
- Einsetzung Josuas durch Gott
- Aufbewahrung der Tora neben der Bundeslade

## Haftara
Die zugehörige Haftara differiert je nach Verlesungszeitpunkt, nach Einzellesung oder gemeinsamer Lesung mit Nizawim, auch gibt es diesbezüglich verschiedene Ortsbräuche.